# Liste des monuments historiques protégés en 2017
Cet article recense les immeubles protégés au titre des monuments historiques en 2017, en France.

## Protections
| Édifice                                                            | Commune                           | Département             | Région                     | Protection | Base Mérimée         | Coordonnées                         | Image |
| ------------------------------------------------------------------ | --------------------------------- | ----------------------- | -------------------------- | ---------- | -------------------- | ----------------------------------- | ----- |
| Château de Saint-Germain                                           | Ambérieu-en-Bugey                 | Ain                     | Auvergne-Rhône-Alpes       | Inscrit    | Notice no PA01000045 | 45° 56′ 55″ nord, 5° 22′ 36″ est    |       |
| Immeuble, 10 rue Victor-et-Hélène-Basch                            | Bourg-en-Bresse                   | Ain                     | Auvergne-Rhône-Alpes       | Inscrit    | Notice no PA00116329 | 46° 12′ 17″ nord, 5° 13′ 36″ est    |       |
| Château des Célestins                                              | Colombier-le-Cardinal             | Ardèche                 | Auvergne-Rhône-Alpes       | Inscrit    | Notice no PA00116690 | 45° 16′ 04″ nord, 4° 44′ 15″ est    |       |
| Grotte du Figuier                                                  | Saint-Martin-d'Ardèche            | Ardèche                 | Auvergne-Rhône-Alpes       | Inscrit    | Notice no PA07000026 |                                     |       |
| Grotte Huchard                                                     | Saint-Martin-d'Ardèche            | Ardèche                 | Auvergne-Rhône-Alpes       | Inscrit    | Notice no PA07000025 | 44° 19′ 18″ nord, 4° 32′ 48″ est    |       |
| Grotte Sombre                                                      | Saint-Martin-d'Ardèche            | Ardèche                 | Auvergne-Rhône-Alpes       | Inscrit    | Notice no PA07000024 | 44° 19′ 06″ nord, 4° 32′ 53″ est    |       |
| Grotte des Potiers de Gaud                                         | Saint-Remèze                      | Ardèche                 | Auvergne-Rhône-Alpes       | Inscrit    | Notice no PA07000027 | 44° 21′ 57″ nord, 4° 27′ 13″ est    |       |
| Grotte de la Bergerie de Charmasson                                | Vallon-Pont-d'Arc                 | Ardèche                 | Auvergne-Rhône-Alpes       | Inscrit    | Notice no PA07000032 | 44° 23′ 16″ nord, 4° 24′ 55″ est    |       |
| Grotte de la Cabre                                                 | Vallon-Pont-d'Arc                 | Ardèche                 | Auvergne-Rhône-Alpes       | Inscrit    | Notice no PA07000029 | 44° 21′ 54″ nord, 4° 26′ 20″ est    |       |
| Grotte du Bouchon                                                  | Vallon-Pont-d'Arc                 | Ardèche                 | Auvergne-Rhône-Alpes       | Inscrit    | Notice no PA07000030 | 44° 22′ 49″ nord, 4° 25′ 47″ est    |       |
| Grotte du Déroc                                                    | Vallon-Pont-d'Arc                 | Ardèche                 | Auvergne-Rhône-Alpes       | Inscrit    | Notice no PA07000031 | 44° 23′ 38″ nord, 4° 24′ 42″ est    |       |
| Grotte du Planchard                                                | Vallon-Pont-d'Arc                 | Ardèche                 | Auvergne-Rhône-Alpes       | Inscrit    | Notice no PA07000028 | 44° 23′ 18″ nord, 4° 24′ 55″ est    |       |
| Église Saint-Martin de Barriac-les-Bosquets                        | Barriac-les-Bosquets              | Cantal                  | Auvergne-Rhône-Alpes       | Inscrit    | Notice no PA00093472 | 45° 08′ 35″ nord, 2° 15′ 35″ est    |       |
| Église Saint-Vincent de Coltines                                   | Coltines                          | Cantal                  | Auvergne-Rhône-Alpes       | Inscrit    | Notice no PA00093501 | 45° 05′ 36″ nord, 2° 59′ 19″ est    |       |
| Église Saint-Sauveur de Pleaux                                     | Pleaux                            | Cantal                  | Auvergne-Rhône-Alpes       | Inscrit    | Notice no PA00093575 | 45° 08′ 03″ nord, 2° 13′ 33″ est    |       |
| Viaduc de Garabit                                                  | Val d'Arcomie Ruynes-en-Margeride | Cantal                  | Auvergne-Rhône-Alpes       | Classé     | Notice no PA00093539 | 44° 58′ 31″ nord, 3° 10′ 38″ est    |       |
| Pigeonnier de la Prade                                             | Vic-sur-Cère                      | Cantal                  | Auvergne-Rhône-Alpes       | Inscrit    | Notice no PA00093731 | 44° 59′ 19″ nord, 2° 37′ 57″ est    |       |
| Abbaye Saint-Pierre-des-Chazes                                     | Saint-Julien-des-Chazes           | Haute-Loire             | Auvergne-Rhône-Alpes       | Inscrit    | Notice no PA43000061 | 45° 02′ 36″ nord, 3° 35′ 04″ est    |       |
| Nouveau centre urbain de Douvaine                                  | Douvaine                          | Haute-Savoie            | Auvergne-Rhône-Alpes       | Inscrit    | Notice no PA74000032 | 46° 18′ 04″ nord, 6° 18′ 11″ est    |       |
| Maison La Ruine                                                    | Minzier                           | Haute-Savoie            | Auvergne-Rhône-Alpes       | Inscrit    | Notice no PA74000033 | 46° 02′ 52″ nord, 5° 59′ 26″ est    |       |
| Château Vieux de Vertrieu                                          | Vertrieu                          | Isère                   | Auvergne-Rhône-Alpes       | Classé     | Notice no PA00117315 | 45° 52′ 21″ nord, 5° 22′ 14″ est    |       |
| Halle aux blés d'Issoire                                           | Issoire                           | Puy-de-Dôme             | Auvergne-Rhône-Alpes       | Inscrit    | Notice no PA63000122 | 45° 32′ 40″ nord, 3° 14′ 47″ est    |       |
| Folie Guilliaud                                                    | Collonges-au-Mont-d'Or            | Rhône                   | Auvergne-Rhône-Alpes       | Inscrit    | Notice no PA69000058 | 45° 49′ 43″ nord, 4° 50′ 36″ est    |       |
| Villa Roux                                                         | Fontaines-sur-Saône               | Rhône                   | Auvergne-Rhône-Alpes       | Inscrit    | Notice no PA69000056 | 45° 48′ 51″ nord, 4° 51′ 44″ est    |       |
| Jardin de Pierre Poivre                                            | Saint-Romain-au-Mont-d'Or         | Rhône                   | Auvergne-Rhône-Alpes       | Inscrit    | Notice no PA69000057 | 45° 49′ 58″ nord, 4° 49′ 50″ est    |       |
| Villa Chanéac                                                      | Aix-les-Bains                     | Savoie                  | Auvergne-Rhône-Alpes       | Inscrit    | Notice no PA73000029 | 45° 41′ 49″ nord, 5° 54′ 48″ est    |       |
| Château Corton C.                                                  | Aloxe-Corton                      | Côte-d'Or               | Bourgogne-Franche-Comté    | Inscrit    | Notice no PA21000090 | 47° 04′ 00″ nord, 4° 51′ 39″ est    |       |
| Site de la Fosse                                                   | Coulmier-le-Sec                   | Côte-d'Or               | Bourgogne-Franche-Comté    | Inscrit    | Notice no PA21000092 | 47° 44′ 26″ nord, 4° 30′ 32″ est    |       |
| Château de Fontaine-Française                                      | Fontaine-Française                | Côte-d'Or               | Bourgogne-Franche-Comté    | Inscrit    | Notice no PA00112465 | 47° 31′ 37″ nord, 5° 22′ 07″ est    |       |
| Café du Rocher                                                     | Marsannay-la-Côte                 | Côte-d'Or               | Bourgogne-Franche-Comté    | Classé     | Notice no PA21000078 | 47° 15′ 58″ nord, 5° 00′ 03″ est    |       |
| Hospices de Nuits-Saint-Georges                                    | Nuits-Saint-Georges               | Côte-d'Or               | Bourgogne-Franche-Comté    | Classé     | Notice no PA21000079 | 47° 08′ 03″ nord, 4° 56′ 56″ est    |       |
| Monument à Guynemer                                                | Ouges                             | Côte-d'Or               | Bourgogne-Franche-Comté    | Inscrit    | Notice no PA21000091 | 47° 16′ 27″ nord, 5° 04′ 37″ est    |       |
| Église des Saints-Jumeaux de Colombier                             | Colombier                         | Haute-Saône             | Bourgogne-Franche-Comté    | Inscrit    | Notice no PA71000087 | 47° 39′ 50″ nord, 6° 12′ 31″ est    |       |
| Château de Vregille                                                | Vregille                          | Haute-Saône             | Bourgogne-Franche-Comté    | Inscrit    | Notice no PA70000055 | 47° 19′ 07″ nord, 5° 53′ 32″ est    |       |
| Église Saint-Pierre de Larochemillay                               | Larochemillay                     | Nièvre                  | Bourgogne-Franche-Comté    | Inscrit    | Notice no PA58000048 | 46° 52′ 42″ nord, 4° 00′ 04″ est    |       |
| Château de Meauce                                                  | Saincaize-Meauce                  | Nièvre                  | Bourgogne-Franche-Comté    | Classé     | Notice no PA00112997 | 46° 54′ 09″ nord, 3° 03′ 32″ est    |       |
| Hôtel de l'Écu                                                     | Varzy                             | Nièvre                  | Bourgogne-Franche-Comté    | Inscrit    | Notice no PA00113044 | 47° 21′ 30″ nord, 3° 23′ 15″ est    |       |
| Groupe cathédral et canonial d'Autun                               | Autun                             | Saône-et-Loire          | Bourgogne-Franche-Comté    | Classé     | Notice no PA00113097 | 46° 56′ 42″ nord, 4° 17′ 59″ est    |       |
| Prison circulaire d'Autun                                          | Autun                             | Saône-et-Loire          | Bourgogne-Franche-Comté    | Classé     | Notice no PA00113095 | 46° 56′ 46″ nord, 4° 17′ 59″ est    |       |
| Apothicairerie de l'Hôpital de Chagny                              | Chagny                            | Saône-et-Loire          | Bourgogne-Franche-Comté    | Classé     | Notice no PA71000068 | 46° 54′ 36″ nord, 4° 45′ 01″ est    |       |
| Église Saint-Marcel de Cluny                                       | Cluny                             | Saône-et-Loire          | Bourgogne-Franche-Comté    | Classé     | Notice no PA00113223 | 46° 25′ 52″ nord, 4° 39′ 43″ est    |       |
| Château de Bresse-et-Castille                                      | Damerey                           | Saône-et-Loire          | Bourgogne-Franche-Comté    | Inscrit    | Notice no PA71000086 | 46° 50′ 04″ nord, 4° 59′ 29″ est    |       |
| Hôtel de Rossan de Davayé                                          | Mâcon                             | Saône-et-Loire          | Bourgogne-Franche-Comté    | Inscrit    | Notice no PA71000084 | 46° 18′ 21″ nord, 4° 49′ 51″ est    |       |
| Écuries du château de Chaumont                                     | Saint-Bonnet-de-Joux              | Saône-et-Loire          | Bourgogne-Franche-Comté    | Classé     | Notice no PA00113423 | 46° 29′ 47″ nord, 4° 25′ 22″ est    |       |
| Phare des Roches-Douvres                                           | Île-de-Bréhat                     | Côtes-d'Armor           | Bretagne                   | Classé     | Notice no PA22000050 | 49° 06′ 18″ nord, 2° 48′ 50″ ouest  |       |
| Phare des Triagoz                                                  | Plouézec                          | Côtes-d'Armor           | Bretagne                   | Classé     | Notice no PA22000051 | 48° 52′ 17″ nord, 3° 38′ 47″ ouest  |       |
| Villa Kermor                                                       | Saint-Quay-Portrieux              | Côtes-d'Armor           | Bretagne                   | Classé     | Notice no PA22000054 | 48° 39′ 13″ nord, 2° 49′ 40″ ouest  |       |
| Phare de l'Île de Batz                                             | Île-de-Batz                       | Finistère               | Bretagne                   | Classé     | Notice no PA29000092 | 48° 44′ 43″ nord, 4° 01′ 37″ ouest  |       |
| Phare de Kéréon                                                    | Île-Molène                        | Finistère               | Bretagne                   | Classé     | Notice no PA29000082 | 48° 26′ 14″ nord, 5° 01′ 32″ ouest  |       |
| Phare d'Ar-Men                                                     | Île-de-Sein                       | Finistère               | Bretagne                   | Classé     | Notice no PA29000086 | 48° 03′ 01″ nord, 4° 59′ 50″ ouest  |       |
| Phare des Pierres Noires                                           | Le Conquet                        | Finistère               | Bretagne                   | Classé     | Notice no PA29000087 | 48° 18′ 40″ nord, 4° 54′ 52″ ouest  |       |
| Phare de la Jument                                                 | Ouessant                          | Finistère               | Bretagne                   | Classé     | Notice no PA29000084 | 48° 25′ 40″ nord, 5° 08′ 00″ ouest  |       |
| Phare de Nividic                                                   | Ouessant                          | Finistère               | Bretagne                   | Classé     | Notice no PA29000083 | 48° 26′ 44″ nord, 5° 09′ 03″ ouest  |       |
| Château du Pérennou                                                | Plomelin                          | Finistère               | Bretagne                   | Classé     | Notice no PA29000101 | 47° 54′ 37″ nord, 4° 09′ 08″ ouest  |       |
| Phare du Four                                                      | Porspoder                         | Finistère               | Bretagne                   | Classé     | Notice no PA29000088 | 48° 31′ 24″ nord, 4° 48′ 19″ ouest  |       |
| Château de Bélon                                                   | Riec-sur-Bélon                    | Finistère               | Bretagne                   | Inscrit    | Notice no PA29000100 | 47° 48′ 51″ nord, 3° 42′ 20″ ouest  |       |
| Église Notre-Dame de Hédé-Bazouges                                 | Hédé-Bazouges                     | Ille-et-Vilaine         | Bretagne                   | Inscrit    | Notice no PA35000080 | 48° 17′ 49″ nord, 1° 48′ 03″ ouest  |       |
| Château de Marcillé-Robert                                         | Marcillé-Robert                   | Ille-et-Vilaine         | Bretagne                   | Inscrit    | Notice no PA35000079 | 47° 56′ 54″ nord, 1° 21′ 47″ ouest  |       |
| Villa Rochefontaine                                                | Perros-Guirec                     | Ille-et-Vilaine         | Bretagne                   | Inscrit    | Notice no PA22000053 | 48° 49′ 11″ nord, 3° 28′ 40″ ouest  |       |
| Château de Saint-Aubin-du-Cormier                                  | Saint-Aubin-du-Cormier            | Ille-et-Vilaine         | Bretagne                   | Inscrit    | Notice no PA00090763 | 48° 15′ 40″ nord, 1° 23′ 38″ ouest  |       |
| Malouinière de la Basse-Flourie                                    | Saint-Malo                        | Ille-et-Vilaine         | Bretagne                   | Inscrit    | Notice no PA35000078 | 48° 36′ 41″ nord, 2° 00′ 22″ ouest  |       |
| Manoir de Launay                                                   | Les Fougerêts                     | Morbihan                | Bretagne                   | Classé     | Notice no PA56000084 | 47° 43′ 52″ nord, 2° 12′ 00″ ouest  |       |
| Fort de Porh-Puns                                                  | Gâvres                            | Morbihan                | Bretagne                   | Inscrit    | Notice no PA56000083 | 47° 41′ 27″ nord, 3° 21′ 41″ ouest  |       |
| Château de Keronic                                                 | Pluvigner                         | Morbihan                | Bretagne                   | Inscrit    | Notice no PA56000082 | 47° 47′ 29″ nord, 3° 01′ 49″ ouest  |       |
| Batterie de Port-Blanc                                             | Sauzon                            | Morbihan                | Bretagne                   | Inscrit    | Notice no PA56000081 | 47° 22′ 12″ nord, 3° 12′ 58″ ouest  |       |
| Monument à Jacques Cœur                                            | Bourges                           | Cher                    | Centre-Val de Loire        | Inscrit    | Notice no PA18000064 | 47° 05′ 03″ nord, 2° 23′ 39″ est    |       |
| Abbaye Saint-Martin de Massay                                      | Massay                            | Cher                    | Centre-Val de Loire        | Inscrit    | Notice no PA00096834 | 47° 09′ 06″ nord, 1° 59′ 36″ est    |       |
| Maison gothique                                                    | Bonneval                          | Eure-et-Loir            | Centre-Val de Loire        | Inscrit    | Notice no PA28000041 | 48° 10′ 57″ nord, 1° 23′ 11″ est    |       |
| Moulin de Couture                                                  | Bonneval                          | Eure-et-Loir            | Centre-Val de Loire        | Inscrit    | Notice no PA28000042 | 48° 11′ 02″ nord, 1° 22′ 26″ est    |       |
| Colonne Marceau                                                    | Chartres                          | Eure-et-Loir            | Centre-Val de Loire        | Inscrit    | Notice no PA28000044 | 48° 26′ 42″ nord, 1° 29′ 16″ est    |       |
| Monument à Louis Pasteur                                           | Chartres                          | Eure-et-Loir            | Centre-Val de Loire        | Inscrit    | Notice no PA28000046 | 48° 26′ 46″ nord, 1° 28′ 56″ est    |       |
| Monument à Noël Ballay                                             | Chartres                          | Eure-et-Loir            | Centre-Val de Loire        | Inscrit    | Notice no PA28000043 | 48° 26′ 32″ nord, 1° 29′ 31″ est    |       |
| Statue de Marceau                                                  | Chartres                          | Eure-et-Loir            | Centre-Val de Loire        | Inscrit    | Notice no PA28000045 | 48° 26′ 39″ nord, 1° 29′ 00″ est    |       |
| Monument à George Sand                                             | La Châtre                         | Indre                   | Centre-Val de Loire        | Inscrit    | Notice no PA36000039 | 46° 34′ 53″ nord, 1° 59′ 06″ est    |       |
| Monument à Théodore Sivel et Joseph-Eustache Crocé-Spinelli        | Ciron                             | Indre                   | Centre-Val de Loire        | Inscrit    | Notice no PA36000041 | 46° 37′ 45″ nord, 1° 14′ 43″ est    |       |
| Le Berger allongé                                                  | Levroux                           | Indre                   | Centre-Val de Loire        | Inscrit    | Notice no PA36000042 | 46° 58′ 34″ nord, 1° 36′ 51″ est    |       |
| Monument à André Boillot                                           | Montgivray                        | Indre                   | Centre-Val de Loire        | Inscrit    | Notice no PA36000040 | 46° 36′ 01″ nord, 2° 00′ 00″ est    |       |
| Château de Meslay                                                  | Meslay                            | Loir-et-Cher            | Centre-Val de Loire        | Classé     | Notice no PA00135298 | 47° 49′ 01″ nord, 1° 05′ 47″ est    |       |
| Monument à Rochambeau                                              | Vendôme                           | Loir-et-Cher            | Centre-Val de Loire        | Inscrit    | Notice no PA41000072 | 47° 47′ 30″ nord, 1° 04′ 03″ est    |       |
| Jeanne d'Arc guerrière                                             | Orléans                           | Loiret                  | Centre-Val de Loire        | Inscrit    | Notice no PA45000049 | 47° 53′ 41″ nord, 1° 54′ 22″ est    |       |
| La Source humaine                                                  | Orléans                           | Loiret                  | Centre-Val de Loire        | Inscrit    | Notice no PA45000050 | 47° 54′ 29″ nord, 1° 54′ 43″ est    |       |
| Le Premier Toit                                                    | Orléans                           | Loiret                  | Centre-Val de Loire        | Inscrit    | Notice no PA45000047 | 47° 54′ 13″ nord, 1° 54′ 44″ est    |       |
| Monument à Charles Péguy                                           | Orléans                           | Loiret                  | Centre-Val de Loire        | Inscrit    | Notice no PA45000048 | 47° 54′ 04″ nord, 1° 55′ 12″ est    |       |
| Statue équestre de Jeanne d'Arc                                    | Orléans                           | Loiret                  | Centre-Val de Loire        | Inscrit    | Notice no PA45000051 | 47° 54′ 09″ nord, 1° 54′ 14″ est    |       |
| Citadelle d'Ajaccio                                                | Ajaccio                           | Corse-du-Sud            | Corse                      | Classé     | Notice no PA2A000020 | 41° 55′ 00″ nord, 8° 44′ 25″ est    |       |
| Monument à Napoléon et ses frères                                  | Ajaccio                           | Corse-du-Sud            | Corse                      | Classé     | Notice no PA2A000017 | 41° 55′ 03″ nord, 8° 44′ 10″ est    |       |
| Statue du cardinal Fesch                                           | Ajaccio                           | Corse-du-Sud            | Corse                      | Classé     | Notice no PA2A000018 | 41° 55′ 06″ nord, 8° 44′ 19″ est    |       |
| Statue du général Abbatucci                                        | Ajaccio                           | Corse-du-Sud            | Corse                      | Classé     | Notice no PA2A000019 | 41° 55′ 18″ nord, 8° 44′ 18″ est    |       |
| Maison des Milelli (de)                                            | Ajaccio                           | Corse-du-Sud            | Corse                      | Inscrit    | Notice no PA00099065 | 41° 56′ 18″ nord, 8° 43′ 08″ est    |       |
| Jardin Romieu                                                      | Bastia                            | Haute-Corse             | Corse                      | Inscrit    | Notice no PA2B000039 | 42° 41′ 39″ nord, 9° 27′ 05″ est    |       |
| Cavités de Laninca                                                 | Lano                              | Haute-Corse             | Corse                      | Classé     | Notice no PA2B000030 | 42° 22′ 16″ nord, 9° 14′ 07″ est    |       |
| Chapelle de confrérie Sainte-Croix                                 | Poggio-Marinaccio                 | Haute-Corse             | Corse                      | Classé     | Notice no PA2B000035 | 42° 25′ 49″ nord, 9° 21′ 14″ est    |       |
| Monument allemand du cimetière Saint-Charles                       | Sedan                             | Ardennes                | Grand Est                  | Inscrit    | Notice no PA08000019 | 49° 42′ 31″ nord, 4° 56′ 32″ est    |       |
| Carré militaire et monument aux morts du cimetière de Vrigne-Meuse | Vrigne-Meuse                      | Ardennes                | Grand Est                  | Inscrit    | Notice no PA08000018 | 49° 41′ 54″ nord, 4° 50′ 35″ est    |       |
| Bains municipaux de Strasbourg                                     | Strasbourg                        | Bas-Rhin                | Grand Est                  | Classé     | Notice no PA67000046 | 48° 35′ 01″ nord, 7° 45′ 35″ est    |       |
| Fortifications de Westhoffen                                       | Westhoffen                        | Bas-Rhin                | Grand Est                  | Classé     | Notice no PA00085225 | 48° 36′ 18″ nord, 7° 26′ 33″ est    |       |
| Cimetière roumain de Soultzmatt                                    | Soultzmatt                        | Haut-Rhin               | Grand Est                  | Classé     | Notice no PA68000069 | 47° 57′ 23″ nord, 7° 12′ 57″ est    |       |
| Mémorial des batailles de la Marne                                 | Dormans                           | Marne                   | Grand Est                  | Inscrit    | Notice no PA51000025 | 49° 04′ 17″ nord, 3° 38′ 47″ est    |       |
| Église de l'Assomption de Mondement-Montgivroux                    | Mondement-Montgivroux             | Marne                   | Grand Est                  | Inscrit    | Notice no PA51000026 | 48° 47′ 12″ nord, 3° 46′ 32″ est    |       |
| Nécropole nationale de la Légion étrangère                         | Souain-Perthes-lès-Hurlus         | Marne                   | Grand Est                  | Inscrit    | Notice no PA51000028 | 49° 11′ 47″ nord, 4° 33′ 57″ est    |       |
| Nécropole nationale La ferme des Wacques                           | Souain-Perthes-lès-Hurlus         | Marne                   | Grand Est                  | Inscrit    | Notice no PA51000027 | 49° 10′ 57″ nord, 4° 30′ 37″ est    |       |
| Cimetière américain du Saillant de Saint-Mihiel                    | Thiaucourt-Regniéville            | Meurthe-et-Moselle      | Grand Est                  | Classé     | Notice no PA54000089 | 48° 57′ 25″ nord, 5° 51′ 11″ est    |       |
| Nécropole nationale du Trottoir                                    | Les Éparges                       | Meuse                   | Grand Est                  | Classé     | Notice no PA55000048 | 49° 03′ 56″ nord, 5° 36′ 21″ est    |       |
| Cimetière américain de Romagne-sous-Montfaucon                     | Romagne-sous-Montfaucon           | Meuse                   | Grand Est                  | Classé     | Notice no PA55000049 | 49° 20′ 03″ nord, 5° 05′ 36″ est    |       |
| Nécropole nationale de Chambière                                   | Metz                              | Moselle                 | Grand Est                  | Classé     | Notice no PA57000039 | 49° 08′ 03″ nord, 6° 11′ 38″ est    |       |
| Nécropole nationale de Riche                                       | Riche                             | Moselle                 | Grand Est                  | Classé     | Notice no PA57000040 | 48° 54′ 21″ nord, 6° 37′ 49″ est    |       |
| Nécropole nationale des prisonniers de guerre                      | Sarrebourg                        | Moselle                 | Grand Est                  | Classé     | Notice no PA57000041 | 48° 44′ 33″ nord, 7° 02′ 04″ est    |       |
| Nécropole nationale de La Fontenelle                               | Ban-de-Sapt                       | Vosges                  | Grand Est                  | Classé     | Notice no PA88000058 | 48° 20′ 52″ nord, 7° 00′ 00″ est    |       |
| Église Saint-Jean-Baptiste de Baie-Mahault                         | Baie-Mahault                      | Guadeloupe              | Guadeloupe                 | Classé     | Notice no PA97100067 | 16° 16′ 02″ nord, 61° 35′ 10″ ouest |       |
| Église de la Sainte-Trinité de Lamentin                            | Lamentin                          | Guadeloupe              | Guadeloupe                 | Classé     | Notice no PA97100059 | 16° 16′ 18″ nord, 61° 37′ 57″ ouest |       |
| Groupe scolaire de Lamentin                                        | Lamentin                          | Guadeloupe              | Guadeloupe                 | Classé     | Notice no PA97100057 | 16° 16′ 20″ nord, 61° 37′ 59″ ouest |       |
| Hôtel de ville de Lamentin                                         | Lamentin                          | Guadeloupe              | Guadeloupe                 | Classé     | Notice no PA97100055 | 16° 16′ 17″ nord, 61° 38′ 00″ ouest |       |
| Justice de paix de Lamentin                                        | Lamentin                          | Guadeloupe              | Guadeloupe                 | Classé     | Notice no PA97100056 | 16° 16′ 19″ nord, 61° 37′ 57″ ouest |       |
| Presbytère de Lamentin                                             | Lamentin                          | Guadeloupe              | Guadeloupe                 | Classé     | Notice no PA97100060 | 16° 16′ 01″ nord, 61° 38′ 00″ ouest |       |
| Square et monument aux morts de Lamentin                           | Lamentin                          | Guadeloupe              | Guadeloupe                 | Classé     | Notice no PA97100058 | 16° 16′ 00″ nord, 61° 37′ 58″ ouest |       |
| Église Saint-André de Morne-à-l'Eau                                | Morne-à-l'Eau                     | Guadeloupe              | Guadeloupe                 | Inscrit    | Notice no PA00105891 | 16° 19′ 51″ nord, 61° 27′ 28″ ouest |       |
| Cimetière américain du bois Belleau                                | Belleau                           | Aisne                   | Hauts-de-France            | Inscrit    | Notice no PA02000091 | 49° 04′ 46″ nord, 3° 17′ 29″ est    |       |
| Chapelle du Souvenir et lanterne des morts de Cerny-en-Laonnois    | Cerny-en-Laonnois                 | Aisne                   | Hauts-de-France            | Inscrit    | Notice no PA02000092 | 49° 26′ 34″ nord, 3° 40′ 04″ est    |       |
| Lycée Félix-Faure                                                  | Beauvais                          | Oise                    | Hauts-de-France            | Inscrit    | Notice no PA60000098 | 49° 25′ 57″ nord, 2° 05′ 24″ est    |       |
| Château d'eau du port d'Aval                                       | Amiens                            | Somme                   | Hauts-de-France            | Inscrit    | Notice no PA80000100 | 49° 53′ 52″ nord, 2° 17′ 38″ est    |       |
| Pavillon d'octroi                                                  | Amiens                            | Somme                   | Hauts-de-France            | Inscrit    | Notice no PA80000099 | 49° 53′ 06″ nord, 2° 18′ 19″ est    |       |
| Mémorial terre-neuvien de Beaumont-Hamel                           | Auchonvillers Beaumont-Hamel      | Somme                   | Hauts-de-France            | Inscrit    | Notice no PA80000101 | 50° 04′ 26″ nord, 2° 38′ 54″ est    |       |
| Mémorial national australien de Villers-Bretonneux                 | Fouilloy                          | Somme                   | Hauts-de-France            | Inscrit    | Notice no PA80000103 | 49° 53′ 13″ nord, 2° 30′ 46″ est    |       |
| Mémorial national sud-africain du bois Delville                    | Longueval                         | Somme                   | Hauts-de-France            | Inscrit    | Notice no PA80000102 | 50° 01′ 28″ nord, 2° 48′ 46″ est    |       |
| Pavillon Mansart de Limours                                        | Limours                           | Essonne                 | Île-de-France              | Inscrit    | Notice no PA91000014 |                                     |       |
| Immeuble Molitor                                                   | Boulogne-Billancourt              | Hauts-de-Seine          | Île-de-France              | Classé     | Notice no PA00088075 | 48° 50′ 36″ nord, 2° 15′ 05″ est    |       |
| Maison, 9 rue Chef-de-Ville                                        | Clamart                           | Hauts-de-Seine          | Île-de-France              | Inscrit    | Notice no PA92000160 | 48° 47′ 49″ nord, 2° 15′ 54″ est    |       |
| Villa Stein                                                        | Vaucresson                        | Hauts-de-Seine          | Île-de-France              | Classé     | Notice no PA00088160 | 48° 50′ 49″ nord, 2° 10′ 37″ est    |       |
| Immeuble, 11 rue de Saintonge                                      | 3e                                | Paris                   | Île-de-France              | Inscrit    | Notice no PA75030004 | 48° 51′ 30″ nord, 2° 21′ 42″ est    |       |
| Église Saint-Jacques-du-Haut-Pas                                   | 5e                                | Paris                   | Île-de-France              | Classé     | Notice no PA00088415 | 48° 50′ 37″ nord, 2° 20′ 29″ est    |       |
| Église Saint-Vincent-de-Paul de Paris                              | 10e                               | Paris                   | Île-de-France              | Classé     | Notice no PA00086489 | 48° 52′ 42″ nord, 2° 21′ 06″ est    |       |
| Église Sainte-Marguerite de Paris                                  | 11e                               | Paris                   | Île-de-France              | Classé     | Notice no PA00086534 | 48° 51′ 10″ nord, 2° 22′ 52″ est    |       |
| Boucherie, 178 rue de la Convention                                | 15e                               | Paris                   | Île-de-France              | Inscrit    | Notice no PA75150005 | 48° 50′ 17″ nord, 2° 17′ 39″ est    |       |
| Église Notre-Dame-de-la-Croix de Ménilmontant                      | 20e                               | Seine-Maritime          | Île-de-France              | Inscrit    | Notice no PA75200004 | 48° 52′ 07″ nord, 2° 23′ 13″ est    |       |
| Hôtel de ville de Pantin                                           | Pantin                            | Seine-Saint-Denis       | Île-de-France              | Inscrit    | Notice no PA93000074 | 48° 53′ 37″ nord, 2° 24′ 04″ est    |       |
| Menhir de Gaillonnet                                               | Seraincourt                       | Val-d'Oise              | Île-de-France              | Inscrit    | Notice no PA95000019 | 49° 01′ 28″ nord, 1° 52′ 22″ est    |       |
| Maison au toit d'herbe                                             | Maisons-Laffitte                  | Yvelines                | Île-de-France              | Inscrit    | Notice no PA78000481 | 48° 57′ 26″ nord, 2° 08′ 41″ est    |       |
| Moulin de Villeneuve                                               | Saint-Arnoult-en-Yvelines         | Yvelines                | Île-de-France              | Inscrit    | Notice no PA78000482 | 48° 34′ 07″ nord, 1° 55′ 33″ est    |       |
| Immeuble La Nationale                                              | Fort-de-France                    | Martinique              | Martinique                 | Inscrit    | Notice no PA97200044 | 14° 36′ 09″ nord, 61° 04′ 02″ ouest |       |
| Église Notre-Dame-de-la Visitation de Gros-Morne                   | Gros-Morne                        | Martinique              | Martinique                 | Inscrit    | Notice no PA97200043 | 14° 42′ 37″ nord, 61° 00′ 10″ ouest |       |
| Mosquée Ziara de Polé                                              | Dzaoudzi                          | Mayotte                 | Mayotte                    | Classé     | Notice no PA97600006 | 12° 46′ 26″ sud, 45° 16′ 48″ est    |       |
| Minaret de la mosquée de Tsingoni                                  | Tsingoni                          | Mayotte                 | Mayotte                    | Classé     | Notice no PA97600007 | 12° 47′ 23″ sud, 45° 06′ 23″ est    |       |
| Château de Versainville                                            | Versainville                      | Calvados                | Normandie                  | Classé     | Notice no PA00111791 | 48° 54′ 50″ nord, 0° 10′ 49″ ouest  |       |
| Château de Breuilpont                                              | Breuilpont                        | Eure                    | Normandie                  | Inscrit    | Notice no PA27000089 | 48° 57′ 47″ nord, 1° 25′ 41″ est    |       |
| Fortifications des îles Saint-Marcouf                              | Cherbourg-en-Cotentin             | Manche                  | Normandie                  | Classé     | Notice no PA50000084 | 49° 29′ 33″ nord, 1° 09′ 00″ ouest  |       |
| Musée de l'Occupation                                              | Sainte-Marie-du-Mont              | Manche                  | Normandie                  | Inscrit    | Notice no PA50000088 | 49° 22′ 31″ nord, 1° 13′ 29″ ouest  |       |
| Château de Clères                                                  | Clères                            | Seine-Maritime          | Normandie                  | Inscrit    | Notice no PA76000108 | 49° 35′ 41″ nord, 1° 06′ 32″ est    |       |
| Pont Colbert                                                       | Dieppe                            | Seine-Maritime          | Normandie                  | Inscrit    | Notice no PA76000109 | 49° 55′ 38″ nord, 1° 05′ 06″ est    |       |
| Ensemble immobilier ISAI                                           | Le Havre                          | Seine-Maritime          | Normandie                  | Classé     | Notice no PA76000104 | 49° 29′ 20″ nord, 0° 06′ 26″ est    |       |
| Hôpital souterrain allemand du Havre                               | Le Havre                          | Seine-Maritime          | Normandie                  | Inscrit    | Notice no PA76000107 | 49° 29′ 56″ nord, 0° 08′ 03″ est    |       |
| Hôtel de ville du Havre                                            | Le Havre                          | Seine-Maritime          | Normandie                  | Classé     | Notice no PA76000103 | 49° 29′ 37″ nord, 0° 06′ 28″ est    |       |
| Villa Art Nouveau                                                  | Saint-Romain-de-Colbosc           | Seine-Maritime          | Normandie                  | Inscrit    | Notice no PA76000105 | 49° 31′ 45″ nord, 0° 21′ 05″ est    |       |
| Abbaye Notre-Dame de Nanteuil                                      | Nanteuil-en-Vallée                | Charente                | Nouvelle-Aquitaine         | Classé     | Notice no PA00104442 | 46° 00′ 09″ nord, 0° 19′ 21″ est    |       |
| Château de Verteuil                                                | Verteuil-sur-Charente             | Charente                | Nouvelle-Aquitaine         | Classé     | Notice no PA00104534 | 45° 58′ 58″ nord, 0° 13′ 50″ est    |       |
| Église Saint-Pierre de Saint-Pierre-d'Oléron                       | Saint-Pierre-d'Oléron             | Charente-Maritime       | Nouvelle-Aquitaine         | Inscrit    | Notice no PA00105216 | 45° 56′ 37″ nord, 1° 18′ 21″ ouest  |       |
| Château de Vaux                                                    | Sarroux - Saint Julien            | Corrèze                 | Nouvelle-Aquitaine         | Inscrit    | Notice no PA19000030 | 45° 26′ 58″ nord, 2° 26′ 43″ est    |       |
| Abbaye Saint-Jouin de Marnes                                       | Saint-Jouin-de-Marnes             | Deux-Sèvres             | Nouvelle-Aquitaine         | Inscrit    | Notice no PA00101340 | 46° 52′ 54″ nord, 0° 03′ 07″ ouest  |       |
| Église Saint-Sauveur de Vicq                                       | Pressignac-Vicq                   | Dordogne                | Nouvelle-Aquitaine         | Inscrit    | Notice no PA24000095 | 44° 53′ 54″ nord, 0° 44′ 44″ est    |       |
| Château Nairac                                                     | Barsac                            | Gironde                 | Nouvelle-Aquitaine         | Inscrit    | Notice no PA33000206 | 44° 36′ 41″ nord, 0° 19′ 04″ ouest  |       |
| Chapelle des Spiritains de Bordeaux                                | Bordeaux                          | Gironde                 | Nouvelle-Aquitaine         | Inscrit    | Notice no PA33000205 | 44° 49′ 43″ nord, 0° 34′ 12″ ouest  |       |
| Église Sainte-Eulalie de Bordeaux                                  | Bordeaux                          | Gironde                 | Nouvelle-Aquitaine         | Inscrit    | Notice no PA00083178 | 44° 50′ 00″ nord, 0° 34′ 39″ ouest  |       |
| Maison Février                                                     | Lège-Cap-Ferret                   | Gironde                 | Nouvelle-Aquitaine         | Inscrit    | Notice no PA33000208 |                                     |       |
| Prieuré de La Réole                                                | La Réole                          | Gironde                 | Nouvelle-Aquitaine         | Classé     | Notice no PA00083699 | 44° 34′ 52″ nord, 0° 02′ 29″ ouest  |       |
| Maison Martin-Travet                                               | Saint-Symphorien                  | Gironde                 | Nouvelle-Aquitaine         | Inscrit    | Notice no PA33000207 | 44° 24′ 31″ nord, 0° 33′ 18″ ouest  |       |
| Église Saint-Martin de Fromental                                   | Fromental                         | Haute-Vienne            | Nouvelle-Aquitaine         | Inscrit    | Notice no PA87000048 | 46° 09′ 36″ nord, 1° 23′ 42″ est    |       |
| Lycée Gay-Lussac                                                   | Limoges                           | Haute-Vienne            | Nouvelle-Aquitaine         | Inscrit    | Notice no PA00100363 | 45° 49′ 50″ nord, 1° 15′ 43″ est    |       |
| Château de Saint-Jean-Ligoure                                      | Saint-Jean-Ligoure                | Haute-Vienne            | Nouvelle-Aquitaine         | Inscrit    | Notice no PA87000050 | 45° 41′ 21″ nord, 1° 18′ 38″ est    |       |
| Abbaye de Grandmont                                                | Saint-Sylvestre                   | Haute-Vienne            | Nouvelle-Aquitaine         | Inscrit    | Notice no PA87000046 | 46° 00′ 00″ nord, 1° 23′ 36″ est    |       |
| Château de Lauzun                                                  | Lauzun                            | Lot-et-Garonne          | Nouvelle-Aquitaine         | Classé     | Notice no PA00084153 | 44° 37′ 44″ nord, 0° 27′ 38″ est    |       |
| Hôtel de ville de Pau                                              | Pau                               | Pyrénées-Atlantiques    | Nouvelle-Aquitaine         | Inscrit    | Notice no PA64000112 | 43° 17′ 41″ nord, 0° 22′ 15″ ouest  |       |
| Château d'Angliers                                                 | Angliers                          | Vienne                  | Nouvelle-Aquitaine         | Inscrit    | Notice no PA86000055 | 46° 56′ 41″ nord, 0° 07′ 03″ est    |       |
| Immeubles, 27-29 rue de Sully                                      | Châtellerault                     | Vienne                  | Nouvelle-Aquitaine         | Inscrit    | Notice no PA86000054 | 46° 48′ 58″ nord, 0° 32′ 31″ est    |       |
| Grotte des Cottès                                                  | Saint-Pierre-de-Maillé            | Vienne                  | Nouvelle-Aquitaine         | Classé     | Notice no PA86000053 | 46° 41′ 28″ nord, 0° 50′ 35″ est    |       |
| Palais épiscopal de Rodez                                          | Rodez                             | Aveyron                 | Occitanie                  | Inscrit    | Notice no PA00094113 | 44° 21′ 06″ nord, 2° 34′ 27″ est    |       |
| Monument à la Résistance                                           | Sainte-Radegonde                  | Aveyron                 | Occitanie                  | Inscrit    | Notice no PA12000063 | 44° 20′ 59″ nord, 2° 37′ 20″ est    |       |
| Café Le Napoléon                                                   | Nîmes                             | Gard                    | Occitanie                  | Inscrit    | Notice no PA30000126 | 43° 50′ 15″ nord, 4° 21′ 22″ est    |       |
| Pâtisserie Courtois                                                | Nîmes                             | Gard                    | Occitanie                  | Inscrit    | Notice no PA30000125 | 43° 50′ 11″ nord, 4° 21′ 32″ est    |       |
| Pont d'Artigues                                                    | Beaumont Larressingle             | Gers                    | Occitanie                  | Inscrit    | Notice no PA32000042 | 43° 56′ 01″ nord, 0° 18′ 18″ est    |       |
| Château de Fondelin                                                | Condom                            | Gers                    | Occitanie                  | Inscrit    | Notice no PA32000044 | 43° 55′ 13″ nord, 0° 22′ 25″ est    |       |
| Chapelle Notre-Dame-de-Cahuzac de Gimont                           | Gimont                            | Gers                    | Occitanie                  | Inscrit    | Notice no PA32000045 | 43° 37′ 52″ nord, 0° 51′ 52″ est    |       |
| Église Saint-Pierre-aux-Liens d'Éget                               | Aragnouet                         | Hautes-Pyrénées         | Occitanie                  | Inscrit    | Notice no PA65000022 | 42° 47′ 52″ nord, 0° 16′ 18″ est    |       |
| Église Saint-Pierre de Bessan                                      | Bessan                            | Hérault                 | Occitanie                  | Inscrit    | Notice no PA00103371 | 43° 21′ 36″ nord, 3° 25′ 38″ est    |       |
| Hôtel de Nattes                                                    | Béziers                           | Hérault                 | Occitanie                  | Inscrit    | Notice no PA34000119 | 43° 20′ 19″ nord, 3° 12′ 52″ est    |       |
| Maison natale de Jean Moulin                                       | Béziers                           | Hérault                 | Occitanie                  | Inscrit    | Notice no PA34000120 | 43° 20′ 50″ nord, 3° 13′ 17″ est    |       |
| Château de Margon                                                  | Margon                            | Hérault                 | Occitanie                  | Classé     | Notice no PA00103499 | 43° 29′ 11″ nord, 3° 18′ 22″ est    |       |
| Église Saint-Gervais-et-Saint-Protais de Saint-Gervais-sur-Mare    | Saint-Gervais-sur-Mare            | Hérault                 | Occitanie                  | Inscrit    | Notice no PA34000118 | 43° 39′ 07″ nord, 3° 02′ 26″ est    |       |
| Église Saint-Julien-de-Brioude de Cassagnes                        | Cassagnes                         | Lot                     | Occitanie                  | Inscrit    | Notice no PA00095047 | 44° 32′ 38″ nord, 1° 29′ 27″ est    |       |
| Église Saint-Vincent de Canilhac                                   | Banassac-Canilhac                 | Lozère                  | Occitanie                  | Inscrit    | Notice no PA48000022 | 44° 25′ 27″ nord, 3° 09′ 01″ est    |       |
| Collégiale Notre-Dame de Quézac                                    | Gorges du Tarn Causses            | Lozère                  | Occitanie                  | Inscrit    | Notice no PA00103907 | 44° 22′ 08″ nord, 3° 31′ 28″ est    |       |
| Hôtel Pams                                                         | Perpignan                         | Pyrénées-Orientales     | Occitanie                  | Inscrit    | Notice no PA00104077 | 42° 41′ 52″ nord, 2° 53′ 54″ est    |       |
| Casino de Vernet-les-Bains                                         | Vernet-les-Bains                  | Pyrénées-Orientales     | Occitanie                  | Inscrit    | Notice no PA66000052 | 42° 32′ 38″ nord, 2° 23′ 19″ est    |       |
| Monument aux 50-Otages                                             | Nantes                            | Loire-Atlantique        | Pays de la Loire           | Inscrit    | Notice no PA44000061 | 47° 13′ 14″ nord, 1° 33′ 16″ ouest  |       |
| Salle de spectacle de Bel-Air                                      | Nantes                            | Loire-Atlantique        | Pays de la Loire           | Inscrit    | Notice no PA44000062 | 47° 13′ 26″ nord, 1° 33′ 32″ ouest  |       |
| Villa Jeannette                                                    | Nantes                            | Loire-Atlantique        | Pays de la Loire           | Inscrit    | Notice no PA44000063 | 47° 13′ 25″ nord, 1° 34′ 58″ ouest  |       |
| Château des Linières                                               | Val-du-Maine                      | Mayenne                 | Pays de la Loire           | Inscrit    | Notice no PA00109460 | 47° 56′ 37″ nord, 0° 24′ 07″ ouest  |       |
| Chapelle Notre-Dame-Pitié-Dieu                                     | Crannes-en-Champagne              | Sarthe                  | Pays de la Loire           | Inscrit    | Notice no PA72000054 | 47° 58′ 37″ nord, 0° 02′ 51″ ouest  |       |
| Château de la Bouillerie                                           | Crosmières                        | Sarthe                  | Pays de la Loire           | Inscrit    | Notice no PA72000053 | 47° 43′ 41″ nord, 0° 10′ 01″ ouest  |       |
| Église Sainte-Anne de Lardiers                                     | Lardiers                          | Alpes-de-Haute-Provence | Provence-Alpes-Côte d'Azur | Inscrit    | Notice no PA00080408 | 44° 03′ 23″ nord, 5° 42′ 45″ est    |       |
| Observatoire de Haute-Provence                                     | Saint-Michel-l'Observatoire       | Alpes-de-Haute-Provence | Provence-Alpes-Côte d'Azur | Inscrit    | Notice no PA04000036 | 43° 55′ 51″ nord, 5° 42′ 48″ est    |       |
| Le Clos du Peyronnet                                               | Menton                            | Alpes-Maritimes         | Provence-Alpes-Côte d'Azur | Inscrit    | Notice no PA06000049 | 43° 47′ 07″ nord, 7° 31′ 25″ est    |       |
| Église Notre-Dame-Auxiliatrice de Nice                             | Nice                              | Alpes-Maritimes         | Provence-Alpes-Côte d'Azur | Classé     | Notice no PA06000013 | 43° 42′ 33″ nord, 7° 16′ 52″ est    |       |
| Lycée Masséna                                                      | Nice                              | Alpes-Maritimes         | Provence-Alpes-Côte d'Azur | Classé     | Notice no PA06000048 | 43° 41′ 58″ nord, 7° 16′ 31″ est    |       |
| Bâtiment de l'ancien observatoire de Marseille                     | Marseille                         | Bouches-du-Rhône        | Provence-Alpes-Côte d'Azur | Inscrit    | Notice no PA13000085 | 43° 17′ 51″ nord, 5° 22′ 01″ est    |       |
| Église Notre-Dame-de-Bon-Repos                                     | Avignon                           | Vaucluse                | Provence-Alpes-Côte d'Azur | Inscrit    | Notice no PA00081830 | 43° 55′ 45″ nord, 4° 53′ 21″ est    |       |
| Église Saint-Luc de Ménerbes                                       | Ménerbes                          | Vaucluse                | Provence-Alpes-Côte d'Azur | Inscrit    | Notice no PA84000074 | 43° 50′ 07″ nord, 5° 12′ 10″ est    |       |
| Domaine du Chaudron                                                | Saint-Denis                       | La Réunion              | La Réunion                 | Classé     | Notice no PA00105818 | 20° 53′ 22″ sud, 55° 29′ 38″ est    |       |

## Radiations
Les protections des édifices suivants sont abrogées en 2017. Ces radiations concernent essentiellement des édifices détruits.
| Édifice                                                 | Commune            | Département    | Région                  | Protection        | Base Mérimée         | Coordonnées                      | Image |
| ------------------------------------------------------- | ------------------ | -------------- | ----------------------- | ----------------- | -------------------- | -------------------------------- | ----- |
| Maison Girard                                           | Bas-en-Basset      | Haute-Loire    | Auvergne-Rhône-Alpes    | Classé MH (2010)  | Notice no PA00092961 | 45° 18′ 21″ nord, 4° 06′ 38″ est |       |
| Pont de Chavillon                                       | La Grand-Croix     | Loire          | Auvergne-Rhône-Alpes    | Inscrit MH (1995) | Notice no PA00135647 | 45° 30′ 10″ nord, 4° 33′ 51″ est |       |
| Maison, 20 rue de la Harpe                              | Riom               | Puy-de-Dôme    | Auvergne-Rhône-Alpes    | Inscrit MH (1936) | Notice no PA00092310 | 45° 53′ 33″ nord, 3° 06′ 37″ est |       |
| Boutique, 120 rue Saint-Martin et 59 rue Simon-le-Franc | 4e arrondissement} | Paris          | Île-de-France           | Inscrit MH (1928) | Notice no PA00086248 | 48° 51′ 38″ nord, 2° 21′ 04″ est |       |
| Maison, 1 rue du Châtelet et 11 rue du Pont             | Chalon-sur-Saône   | Saône-et-Loire | Bourgogne-Franche-Comté | Inscrit MH (1948) | Notice no PA00113163 | 46° 46′ 53″ nord, 4° 51′ 27″ est |       |
| Maison, 9 rue des Cochons-de-Lait                       | Chalon-sur-Saône   | Saône-et-Loire | Bourgogne-Franche-Comté | Inscrit MH (1929) | Notice no PA00113170 | 46° 46′ 54″ nord, 4° 51′ 30″ est |       |